# François Francœur
François Francœur (21. září 1698 Paříž – 5. srpna 1787 Paříž) byl francouzský hudební skladatel, dirigent a houslista v období pozdního baroka a klasicismu.

## Život
Byl synem Josepha Francœura, který byl hráčem na basse de violon a členem královského smyčcového orchestru Les Vingt-quatre Violons du Roi. Již ve dvanácti letech hrál na housle v orchestru Pařížské opery. Zde se seznámil s Françoisem Rebelem, se kterým vytvořil většinu svého hudebně dramatického díla. V roce 1723 společně podnikli cestu do Vídně a Prahy při příležitosti korunovace Karla VI. V roce 1721 publikoval první knihu sonát pro housle (10 Sonates à Violon seul et Basse Continue, Livre Ier).
V roce 1726 složili Rebel a Francœur svou první operu (tragédie en musique) Pyrame et Thisbé. Pro mladý věk skladatelů byla nazývána „Dětskou operou“ (L’Opéra des enfants). V roce 1727 se stal královským komorním skladatelem. V roce 1728 uvedli Rebel a Francœur svou druhou operu Tarsis et Zélie (typ tragédie en musique) v pařížské opeře. V roce 1729 byl Francœur přijat do Královského vojenského řádu Panny Marie Karmelské a svatého Lazara Jeruzalémského (Ordre royal de Notre-Dame du Mont-Carmel et de Saint-Lazare de Jérusalem), což byla pro hudebníka zcela mimořádná pocta. V roce 1730 se stal, podobně jako dříve jeho otec a jeho bratr, členem orchestru 24 Violons du Roi. Ve stejném roce vydal druhou knihu houslových sonát (12 Sonates à Violon seul et Basse Continue, Livre IIème).
V prosinci 1730 se Francœur zapletl do aféry ukradených šperků, které daroval bohatý obdivovatel zpěvačce Pařížské opery Mlle Marii Pélissier (1707-1749). Oženil se s dcerou slavné herečky Adrienne Lecouvreur, vztah ale skončil soudní tahanicí v roce 1746.
V roce 1735 Rebel a Francœur uvedli svou třetí operu Scanderberg a v roce 1738 Ballet de la Paix (Balet míru). Oba kusy byly ale přijaty jen vlažně. V roce 1739 byl Francœur jmenován hudebním mistrem (maître de musique) pařížské Opery. V roce 1743 byli Rebel a Francœur jmenováni inspektory (inspecteurs musicaux) Královské hudební akademie. Od roku 1757 pak operu vedli jako intendanti. Čelili celé řadě problémů: finanční deficit, špatná disciplína operního souboru, spory mezi zastánci italského a francouzského operního stylu („querelle des bouffons“). Problémy vyvrcholily zničením operní budovy při požáru 6. dubna 1763. Dne 1. dubna 1769 byli Rebel a Francœur přinuceni odstoupit.
Dne 27. února 1744, byl Francœur jmenován superintendantem královské komorní hudby (Surintendant de la musique de la Chambre), kde nahradil Collina de Blamont. Dne 14. listopadu 1744 oslavili Rebel a Francœur návrat krále Ludvíka XV., který ležel několik měsíců vážně nemocen v Metách, díly Le retour du Roi à Paris (Návrat krále do Paříže) a Les Augustales. V dalších letech pak složili pro Versailles několik dalších oper. Smrt přítele a dlouholetého spolupracovníka v roce 1775 Francœura zdrtila. Následujícího roku rezignoval na všechny své funkce a dožil v ústraní ve věku 89 let.

### Příbuzenstvo
Jeho bratrem byl Louis Francœur (1692 - 1754), houslista a skladatel, jehož synem byl houslista a skladatel Louis Joseph Francœur (1738–1804).

## Dílo

### Skladby
- 1720 Airs sérieux et à boire a 1 et plusieurs voix avec ou sans accompagnements (Paříž);
- 1720 10 Sonates à Violon seul et Basse Continue, Livre Ier (č. 1 G dur, č. 2 e moll, č. 3 B dur, č. 4 h moll, č. 5 c moll, č. 6 E dur, č. 7 d moll, č. 8 f moll, č. 9 A dur. č. 10 G dur),
- 1730 12 Sonates à Violon seul et Basse Continue, Livre IIème (č. 1 A dur, č. 2 e moll, č. 3 D dur, č. 4 B dur, č. 5 a moll, č. 6 g moll, č. 7 c moll, č. 8 f moll, č. 9 d moll, č. 10 D dur, č. 11 h moll, č. 12 E dur) – sonáta č. 12 je určena pro housle, violoncello a continuo
- 1773 Symphonies pour le Festin Royal du Comte d'Artois  (Čtyři suity pro svatební oslavy hraběte Charlese-Philippa z Artois), v díle je použita řada hudebních motivů jiných autorů (Jean-Joseph de Mondonville, Pierre-Montan Berton, Jean-Philippe Rameau)

### Opery a balety
(ve spolupráci s Françoisem Rebelem):
- 1726 Pyrame et Tisbé, tragédie en musique (libreto: Jean-Louis-Ignace de La Serre, Paříž),
- 1728 Tarsis et Zélie, tragédie en musique (libreto: Jean-Louis-Ignace de La Serre, Paříž),
- 1735 Scanderberg, tragédie en musique, libreto: Antoine Houdar de La Motte a Jean-Louis-Ignace de La Serre, premiéra 27. října 1735, Académie Royale de Musique, Paříž. Tématem opery je život albánského hrdiny Skanderbega,
- 1738 Le Ballet de la paix, opéra-ballet nebo ballet héroïque (libreto: Pierre-Charles Roy, Paříž),
- 1744 Les Augustales, divertissement (libreto: Pierre-Charles Roy, Paříž),
- 1745 Zélindor, Roi des sylphes, ballet héroïque (libreto: François-Augustin de Paradis de Moncrif),
- 1745 Le Trophée, divertissement (libreto: François-Augustin de Paradis de Moncrif; Paříž),
- 1745 Le Retour du Roi à Paris, dialogue chanté, Paříž,
- 1746 La Félicité, pastorale héroïque (libreto: Pierre-Charles Roy, Versailles),
- 1747 Ismène, ballet nebo pastorale héroïque (libreto: François-Augustin de Paradis de Moncrif; Versailles),
- 1749 Le Prince de Noisy, ballet héroïque (libreto: Charles-Antoine Leclerc de La Bruère; Versailles),
- 1751 Les Génies tutélaires, divertissement (libreto: François-Augustin de Paradis de Moncrif; Paříž),
- Le temple de mémoire (M. Nonant),
- 1753 Programmes des fées (Les Fées), comédie (libreto: F. C. Dancourt, Fontainebleau),
- 1753 Le Magnifique, comédie (libreto: Lamotte?, Fontainebleau),
- 1765 L'amour pour l'amour,
- 1769 Iphis et Iante, ballet héroïque (hudba z 2. aktu Le ballet de la paix)
- 1773 Les Mélanges lyriques, ballet héroïque (libreto: François Auguste Paradis de Moncrif, Paříž)

### Úpravy oper a baletů jiných autorů
- Thésée (Jean-Baptiste Lully),
- Proserpine (Lully),
- Amadis (Lully),
- Armide (Lully),
- Persée (Lully),
- Tour enchantée (Antoine Dauvergne),
- Alcyone (Marin Marais),
- Dardanus (Jean-Philippe Rameau),
- Hippolyte et Aricie (Rameau),
- Zaïs (Rameau),
- Zoroastre (Rameau).

### Další díla
- De profundis, mottetto,
- Recueil de différents airs de symphonies,
- Recueil de symphonies composées soit pour les opéras de ces auteurs,
- Airs propres pour le Tympanon,
- Pièces de trompettes copiées par Philidor.